# Rocío Sagaón
Rocío Sagaón, née en 1933 et morte le 16 août 2015, est une actrice mexicaine de cinéma

## Filmographie
- 1951 : Islas Marías d'Emilio Fernández
- 1956 : Torero de Carlos Velo
- 1965 : En este pueblo no hay ladrones d'Alberto Isaac
- 1969 : Mictlan o la casa de los que ya no son de Raúl Kamffer
- 1974 : Apuntes d'Ariel Zúñiga
- 1981 : Ora sí tenemos que ganar de Raúl Kamffer
- 1987 : Y yo que la quiero tanto de Juan Pablo Villaseñor